# Domnolo
Domnolo (en latín: Domnolus) fue un funcionario franco del siglo VI activo durante el reinado de Gontrán. Fue domesticus. Gontrán lo envió en 585 con Vandalmaro para transportar a Sidonia, esposa de Mumolo, y sus bienes desde Aviñón hasta el rey.